# تاریخ غزه

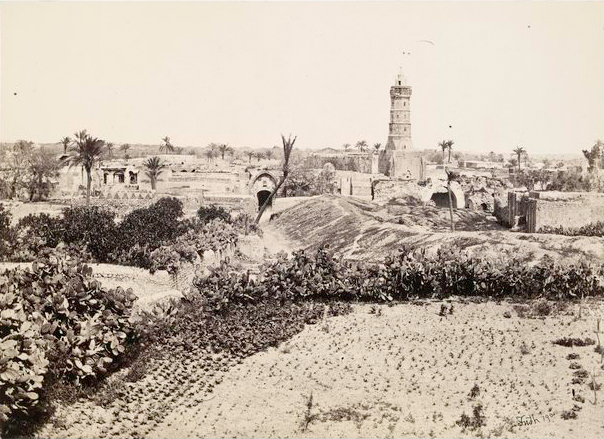

تاریخ شناخته شده غزه ۴۰۰۰ سال است. غزه توسط سلسله‌ها، امپراتوری‌ها و مردمان مختلف اداره، ویران و مجدداً مسکونی شد. این شهر که در اصل یک شهرک کنعانیان بود، تقریباً ۳۵۰ سال قبل از فتح و تبدیل شدن به یکی از شهرهای اصلی فلسطینیان، تحت کنترل مصریان باستان قرار گرفت. غزه در حدود سال ۷۳۰ قبل از میلاد بخشی از امپراتوری آشور شد. اسکندر مقدونی در سال ۳۳۲ قبل از میلاد شهر را محاصره و تصرف کرد. اکثر ساکنان در جریان این حمله کشته شدند و شهر که به مرکزی برای یادگیری و فلسفه هلنیستی تبدیل شد توسط بادیه نشینان مجاور اسکان داده شد. این منطقه مرتباً بین دو پادشاهی جانشین یونانی، سلوکیان سوریه و بطلمیوس مصر، دست به دست می‌شد تا اینکه در سال ۹۶ قبل از میلاد توسط هاسمونیان محاصره و تصرف شد.
غزه توسط ژنرال رومی پومپی مگنوس بازسازی شد و سی سال بعد به هرود کبیر اعطا شد. در طول دوره روم، غزه رونق خود را حفظ کرد و از چندین امپراتور مختلف کمک مالی دریافت کرد. سنای ۵۰۰ عضوی بر این شهر که دارای جمعیت متنوعی از یونانی‌ها، رومی‌ها، یهودیان، مصری‌ها، ایرانی‌ها و نبطی‌ها بود، اداره می‌کرد. گرویدن به مسیحیت در شهر تحت رهبری سنت پورفیریوس، که هشت معبد بت‌پرست آن را بین سالهای ۳۹۶ تا ۴۲۰ پس از میلاد ویران کرد، انجام شد. غزه توسط سردار مسلمان عمرو بن العاص در سال ۶۳۷ پس از میلاد فتح شد و اکثر مردم غزه در دوران حکومت اولیه مسلمانان اسلام را پذیرفتند. پس از آن، این شهر دوره‌های رونق و افول را پشت سر گذاشت. صلیبیان در سال ۱۱۰۰ کنترل غزه را از فاطمیان خارج کردند، اما صلاح الدین آنها را بیرون راند. غزه در اواخر قرن سیزدهم در دست مملوک بود و به مرکز استانی تبدیل شد که از شبه جزیره سینا تا قیصریه امتداد داشت. این دوره شاهد دوران طلایی تحت سلسله رضوان منصوب عثمانی در قرن شانزدهم بود.
غزه در سال‌های ۱۹۰۳ و ۱۹۱۴ زلزله‌های مخربی را تجربه کرد. در سال ۱۹۱۷، در طول جنگ جهانی اول، نیروهای بریتانیایی شهر را تصرف کردند. غزه در نیمه اول قرن بیستم تحت حکومت اجباری رشد چشمگیری داشت. جمعیت شهر در نتیجه مهاجرت فلسطینیان در طول جنگ اعراب و اسرائیل در سال ۱۹۴۸ افزایش یافت. غزه تا زمانی که در جنگ شش روزه ۱۹۶۷ توسط اسرائیل اشغال شد، تحت حاکمیت مصر بود. غزه در جریان انتفاضه اول به مرکز فعالیت‌های سیاسی تبدیل شد و بر اساس پیمان اسلو در سال ۱۹۹۳، تحت کنترل مستقیم تشکیلات خودگردان تازه تأسیس فلسطین قرار گرفت. اسرائیل در سال ۲۰۰۵ به‌طور یکجانبه از غزه خارج شد. تا سال ۲۰۰۷، حماس هم به عنوان پیروز در انتخابات فلسطین و هم در نبردهای جناحی با رقیب فتح در این شهر و در پهنه نوار غزه ظاهر شد و از آن زمان تاکنون تنها مرجع حکومتی بوده‌است. اسرائیل متعاقباً نوار را محاصره کرد و در سال‌های ۲۰۰۸–۲۰۰۹، ۲۰۱۲ و ۲۰۱۴ به عنوان پاسخی به حملات موشکی، حملاتی را علیه آن آغاز کرد.

## عصر برنز
قدمت استقرار در منطقه غزه به ۳۳۰۰ تا ۳۰۰۰ قبل از میلاد در تل السکان، مکانی واقع در جنوب شهر کنونی، که به عنوان یک قلعه مصر باستان ساخته شده در قلمرو کنعانیان آغاز شد، بازمی‌گردد. با شروع تجارت کالاهای کشاورزی با مصریان، شهرهای کنعانی رونق گرفت. با این حال، زمانی که منافع اقتصادی مصر به سمت تجارت سرو با لبنان تغییر کرد، نقش غزه به بندری برای کشتی‌های حامل کالا کاهش یافت و از نظر اقتصادی کاهش یافت. این سایت تقریباً متروکه شد و در سراسر عصر برنز اولیه دوم باقی ماند.
غزه دوباره از رشد جمعیتی و اقتصادی برخوردار شد که جمعیت محلی کنعانیان در حدود سال ۲۵۰۰ شروع به اسکان مجدد تل الساکان کردند، اما در سال ۲۲۵۰، این منطقه دچار فروپاشی کامل تمدن شد و تمام شهرهای منطقه غزه در قرن ۲۳ قبل از میلاد متروک شدند. . به جای آن فرهنگ‌های نیمه عشایری با اردوگاه‌های شبانی متشکل از خانه‌های خانوادگی روستایی پدید آمدند که در سراسر عصر برنز اولیه ۴ به حیات خود ادامه دادند. یک مرکز شهری به نام تل الاجول در امتداد بستر رودخانه وادی غزا در داخل زمین به وجود آمد. در طول عصر برنز میانه، تل آس ساکان جنوبی‌ترین محل در قلمرو کنعانیان بود که به عنوان یک قلعه عمل می‌کرد، و در سال ۱۶۵۰ قبل از میلاد، در حالی که مصر توسط هیکسوس کنعانی اشغال شد، دومین شهر توسعه یافته بر روی ویرانه‌های اولین تل اس. ساکان. این شهر حدود یک قرن بعد، زمانی که هیکسوس‌ها از مصر رانده شدند، ویران شد. مصر بار دیگر غزه را آباد کرد و تل الاجول برای سومین بار در قرن پانزدهم قبل از میلاد قیام کرد. این شهر سرانجام در قرن چهاردهم، در پایان عصر برنز، متوقف شد.

## دوره باستان
شهری که تبدیل به غزه امروزی می‌شد، در محل تل الاجول شروع به توسعه کرد. این شهر به عنوان پایتخت اداری مصر در کنعان عمل می‌کرد و محل سکونت فرماندار مصری این منطقه بود. کاروانی که از قدیم الایام از اهمیت راهبردی برخوردار بود، پیوسته درگیر جنگ‌های مصر و سوریه و قدرت‌های بین‌النهرین بود. به عنوان مثال، فرعون مصر احموسه اول پیروزی خود بر هیکسوس‌ها را با فتح دژ مستحکم آن‌ها شاروهن در نزدیکی غزه پس از یک محاصره سه ساله تکمیل کرد.  علاوه بر این، غزه مکرراً در سوابق مصری و آشوری ظاهر شد. در توتموسیس سوم در مسیر کاروان سوریه و مصر و در حروف عمارنا به نام «حزتو» ذکر شده‌است. با این حال، غزه به مدت ۳۵۰ سال در دست مصر بود، تا زمانی که فلسطینیان، مردمی دریانورد با پیوندهای فرهنگی با دریای اژه، در قرن ۱۲ قبل از میلاد، پس از شکست آنها در برابر رامسس سوم، ساکن آن شدند. سپس بخشی از پنتاپولیس شد. لیگی از پنج ایالت-شهر مهم فلسطینیان.
کتاب مقدس عبری به آووی‌ها اشاره می‌کند که منطقه ای را اشغال کرده بودند که تا غزه امتداد داشت و این مردم توسط کافتوریت‌ها از جزیره کافتور (کرت امروزی) خلع ید شدند. برخی از محققان حدس می‌زنند که فلسطینی‌ها از نوادگان کافتوری‌ها بودند.
غزه همچنین در کتاب مقدس عبری به عنوان مکانی که سامسون در آن زندانی شد و با مرگ خود روبرو شد ذکر شده‌است. اعتقاد بر این است که پیامبران آموس و صفونیا پیشگویی کرده بودند که غزه خالی از سکنه خواهد شد. بر اساس گزارش‌های کتاب مقدس، غزه از زمان سلطنت داوود پادشاه در اوایل قرن یازدهم قبل از میلاد به دست اسرائیل افتاد. هنگامی که سلطنت متحد در حدود سال ۹۳۰ قبل از میلاد منشعب شد، غزه بخشی از پادشاهی شمالی اسرائیل شد. هنگامی که پادشاهی اسرائیل به دست آشوریان تحت فرمان تیگلات-فیلسر سوم و سارگون دوم در حدود سال ۷۳۰ قبل از میلاد افتاد، غزه تحت سلطه آشوریان درآمد. در قرن هفتم مجدداً تحت کنترل مصر قرار گرفت، اما در دوره پارسی (قرن‌های ششم تا چهارم پیش از میلاد) از استقلال خاصی برخوردار شد و شکوفا شد. در سال ۶۰۱/۶۰۰ قبل از میلاد، نبوکدنصر دوم پادشاه بابل در مقابل ارتش مصر تحت فرمان فرعون نکو دوم در میگدول در نزدیکی غزه شکست خورد.  با این حال، در طول دومین لشکرکشی ناموفق خود برای حمله به مصر در سال ۵۶۸ قبل از میلاد توسط او تصرف شد.  در سال ۵۲۹ قبل از میلاد، کمبوجیه اول به غزه حمله کرد و بعدها، در حدود ۵۲۰ پیش از میلاد، یونانیان یک پست تجاری در غزه ایجاد کردند. اولین سکه‌ها بر اساس مدل آتن در حدود ۳۸۰ قبل از میلاد ضرب شد.
اسکندر مقدونی غزه - آخرین شهری که در مسیرش به مصر در برابر فتح او مقاومت کرد - به مدت پنج ماه محاصره کرد و سرانجام در سال ۳۳۲ قبل از میلاد آن را تصرف کرد. غزه به رهبری خواجه‌ای به نام باتیس و تحت حمایت مزدوران عرب، دو ماه در برابر محاصره مقاومت کرد تا اینکه طوفان بر آن غلبه کرد. مدافعان که عمدتاً عناصر بومی بودند تا سر حد مرگ جنگیدند و زنان و کودکان به اسارت درآمدند. این شهر توسط بادیه نشینان همسایه، که با حکومت اسکندر همدل بودند، اسکان داده شد. او سپس شهر را به یک پلیس یا «دولت شهر» سازمان داد و فرهنگ یونانی در غزه ریشه دواند که به عنوان مرکز شکوفایی یادگیری و فلسفه یونانی شهرت یافت. در ابتدا متعلق به پادشاهی بطلمیوسی بود و پس از ۲۰۰ سال قبل از میلاد به سلوکیان رسید.
در قرن اول پیش از میلاد و نیمه اول آن قرن، این بندر مدیترانه ای از نبطیان بود که کاروان‌هایشان از پترا یا ایلات در دریای سرخ به آنجا می‌رسیدند. در سال ۹۶ قبل از میلاد، پادشاه هامونی ، الکساندر جانائوس، شهر را به مدت یک سال محاصره کرد، که با بطلمیوس نهم سوتر علیه او طرف شده بود.  ساکنان، که به کمک آرتاس دوم، پادشاه نباتی امیدوار بودند، زمانی که آرتاس به کمک آنها نیامد، توسط یانائوس کشته شدند و شهر آنها ویران شد.

## دوران باستان کلاسیک

### امپراطوری روم
غزه توسط کنسول Aulus Gabinius پس از اینکه در سال ۶۳ قبل از میلاد به امپراتوری روم ملحق شد، تحت فرمان پومپی مگنوس، بازسازی شد. حکومت روم شش قرن صلح و رفاه نسبی را برای شهر به ارمغان آورد - که به بندر شلوغ و مرکز تجارت بین خاورمیانه و آفریقا تبدیل شد.
در اعمال رسولان، غزه در مسیر بیابانی از اورشلیم به اتیوپی ذکر شده‌است. انجیل مسیحی در امتداد این جاده توسط فیلیپ انجیل برای یک خواجه اتیوپیایی توضیح داده شد و او در آبهای مجاور تعمید یافت.
غزه توسط آگوستوس امپراتور روم در سال ۳۰ قبل از میلاد به هرود بزرگ اعطا شد، جایی که یک واحد جداگانه در قلمرو پادشاهی او تشکیل داد. و Cosgabar، فرماندار Idumea، مسئول امور شهر بود. با تقسیم پادشاهی هیرودیس، آن را تحت فرمان کنسول سوریه قرار دادند. پس از مرگ هرود در سال ۴ قبل از میلاد، آگوستوس آن را به استان سوریه ضمیمه کرد. در سال ۶۶ میلادی، غزه توسط یهودیان در جریان شورش علیه رومیان به آتش کشیده شد. با این حال، شهر مهمی باقی ماند. حتی پس از ویرانی اورشلیم توسط تیتوس در سال بعد. تیتوس در راهپیمایی خود به سوی اورشلیم و دوباره در بازگشت از غزه گذشت. تأسیس استان رومی عربستان پترایا پیوندهای تجاری را با پترا و آیلا احیا کرد.